# ورتینگن
شهر ورتینگن (به آلمانی: Wertingen) در ایالت بایرن در کشور آلمان واقع شده‌است.